# Centrorhynchus renardi
Centrorhynchus renardi är en hakmaskart som först beskrevs av Eduard Emanuilovitch von Lindemann 1865.  Centrorhynchus renardi ingår i släktet Centrorhynchus och familjen Centrorhynchidae. Inga underarter finns listade i Catalogue of Life.